# اوسوالد هولمبری

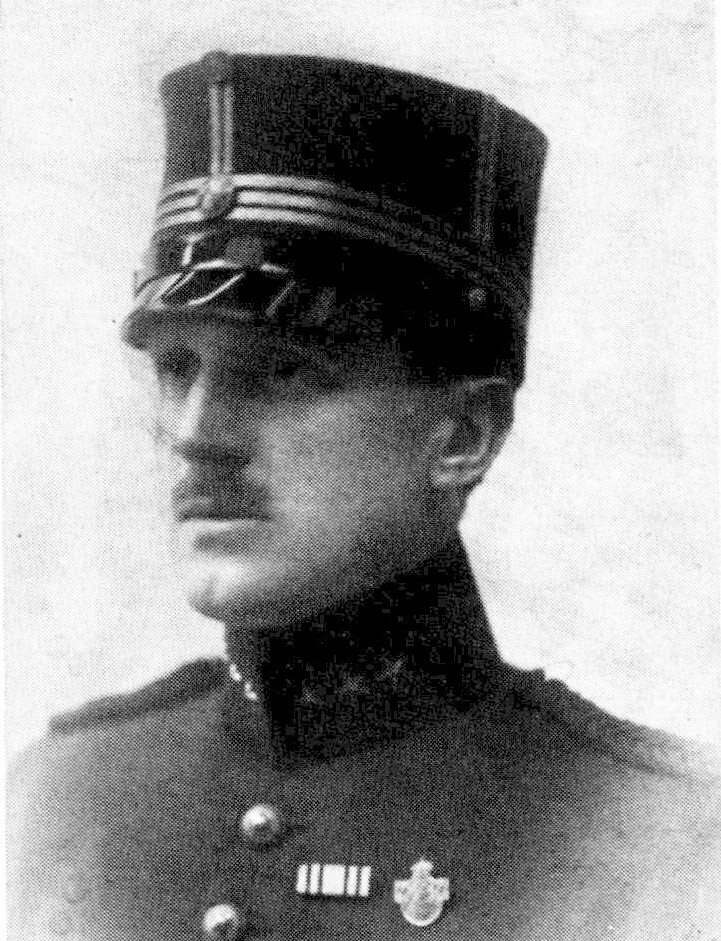
رخ‌نگاره اوسوالد هولمبری

اوسوالد هولمبری (انگلیسی: Oswald Holmberg; ۱۷ ژوئیهٔ ۱۸۸۲ – ۱۱ فوریهٔ ۱۹۶۹) ژیمناست هنری، ورزشکار طناب‌کشی و سرگرد ارتش اهل سوئد بود.